# Permutation (juridik)
Permutation är en juridisk term som innebär beslut av myndighet om att en bestämmelse eller föreskrift i ett gåvobrev, testamente, stiftelseförordnande eller liknande handling får ändras eller upphävas eller åsidosättas i ett särskilt fall.
Permutationsmyndigheter är i Sverige regeringen, Fideikommissnämnden och Kammarkollegiet.
Fideikommissnämnden prövar frågor om permutation av bestående fideikommiss. Om ett sådant ärende avser ändrad ändamålsbestämning för egendom av mera betydande värde eller om fråga av särskild vikt från allmän synpunkt uppkommer ska Fideikommissnämnden överlämna ärendet till regeringen för beslut. Så skedde till exempel när urkunden för Gallierasamlingen permuterades.
Kammarkollegiet prövar dels fråga om permutation av stiftelser (förutom pensionsstiftelser och personalstiftelser), dels fråga om permutation av bestämmelse som en enskild lämnat i gåvobrev, testamente eller liknande handling.